# Łosice (district)
Łosice (powiat łosicki) is een Pools district (powiat) in de woiwodschap Mazovië. Het district heeft een oppervlakte van 771,77 km² en telt 31.973 inwoners (2014).
Stadsdistricten:
Ostrołęka · Płock · Radom · Siedlce · Warschau (Warszawa)

Districten:
Białobrzegi · Ciechanów · Garwolin · Gostynin · Grodzisk Mazowiecki · Grójec · Kozienice · Legionowo · Lipsko · Łosice · Maków Mazowiecki · Mińsk Mazowiecki · Mława · Nowy Dwór Mazowiecki · Ostrołęka · Ostrów Mazowiecka · Otwock · Piaseczno · Płock · Płońsk · Pruszków · Przasnysz · Przysucha · Pułtusk · Radom · Siedlce · Sierpc · Sochaczew · Sokołów Podlaski · Szydłowiec · Warschau-West · Węgrów · Wołomin · Wyszków · Zwoleń · Żuromin · Żyrardów